# Gabrielle Lazure
Gabrielle Lazure (* 28. April 1957 in Philadelphia, Pennsylvania) ist eine amerikanisch-kanadische Schauspielerin.

## Leben
Lazure, die Tochter des kanadischen Psychiaters und Politikers Denis Lazure und einer amerikanischen Psychologin, zog nach der Scheidung ihrer Eltern mit ihrer Mutter nach Montreal; anschließend wiederum in die USA, um ein Studium zu beginnen, das sie jedoch abbrach. 1977 verließ sie die USA, um in Paris zu arbeiten. 1983 feierte Lazure ihr Filmdebüt in Alain Robbe-Grillets La Belle Captive (Die schöne Gefangene), wodurch sie einer breiten Öffentlichkeit bekannt wurde. In den 1990er-Jahren stand sie nur selten vor der Kamera. 2000 feierte Lazure in Frankreich und Kanada ein filmisches Comeback; 2014 konzentrierte sie ihr Wirken wieder auf französische Produktionen. Ihre Filmografie umfasst mehr als sechzig Titel.
Lazure hat eine Tochter.

## Filmografie (Auswahl)
- 1983: Die schöne Gefangene (La belle captive)
- 1983: Wespennest (La crime)
- 1984: Großstadthölle – Gehetzt und gejagt (Les fauves)
- 1987: Ertrinken verboten (Noyade interdite)
- 1989: Die Französische Revolution (La révolution française)
- 2004: Die purpurnen Flüsse 2 – Die Engel der Apokalypse (Les rivières pourpres 2 - Les anges de l'apocalypse)
- 2004: Agents Secrets – Im Fadenkreuz des Todes (Agents Secrets)
- 2011: Ein freudiges Ereignis (Un heureux événement)
- 2012: Arbitrage – Macht ist das beste Alibi (Arbitrage)
- 2013: Passer l'hiver
- 2015: Wilde Hunde – Rabid Dogs (Enragés)
- 2016: Blakitna Suknya
- 2018–2024: Un si grand soleil (Fernsehserie)
- 2019: Une manière de vivre
- 2021: Woman in Car
- 2021: Jugée Coupable  (Fernsehserie, 6 Folgen)
- 2023: Coup de tampon
- 2024: Cristóbal Balenciaga  (Fernsehserie, 3 Folgen)
- 2024: Beyond Black Beauty  (Fernsehserie, 3 Folgen)
- 2024: Le monde magique de Jérôme Commandeur (Fernsehserie, Folge 1x02)